# Ертель (Верхньохавський район)
Ертель (рос. Эртель) — село Верхньохавського району Воронезької області. Входить до складу Малоприваловського сільського поселення.
Населення становить 18 осіб за переписом 2010 року (10 осіб на 1.01.2008).